# Chlorophorus deterrens
Chlorophorus deterrens är en skalbaggsart som först beskrevs av Francis Polkinghorne Pascoe 1862.  Chlorophorus deterrens ingår i släktet Chlorophorus och familjen långhorningar.
Artens utbredningsområde är:
- Botswana.
- Kenya.
- Moçambique.
- Zimbabwe.

Inga underarter finns listade i Catalogue of Life.